# 景風門駅
景風門駅（けいふうもんえき）とは中華人民共和国北京市豊台区に位置する北京地下鉄14号線と19号線の駅である。

## 歴史
- 2021年12月31日 - 14号線が開業[1]。
- 2022年7月30日 - 19号線が開業[2]。

## 駅構造
14号線、19号線ともに島式ホーム1面2線を有する地下駅。

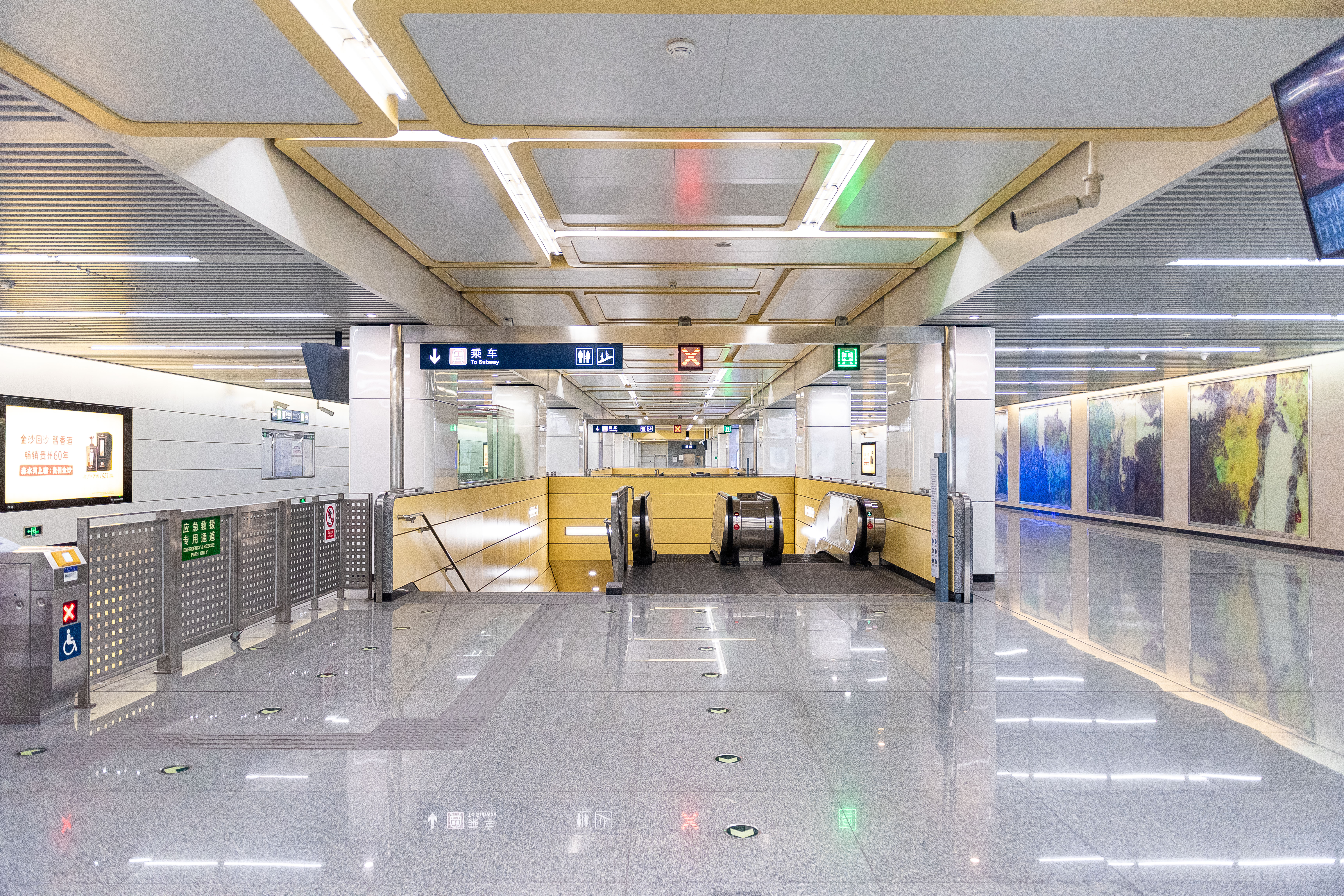
14号線改札階
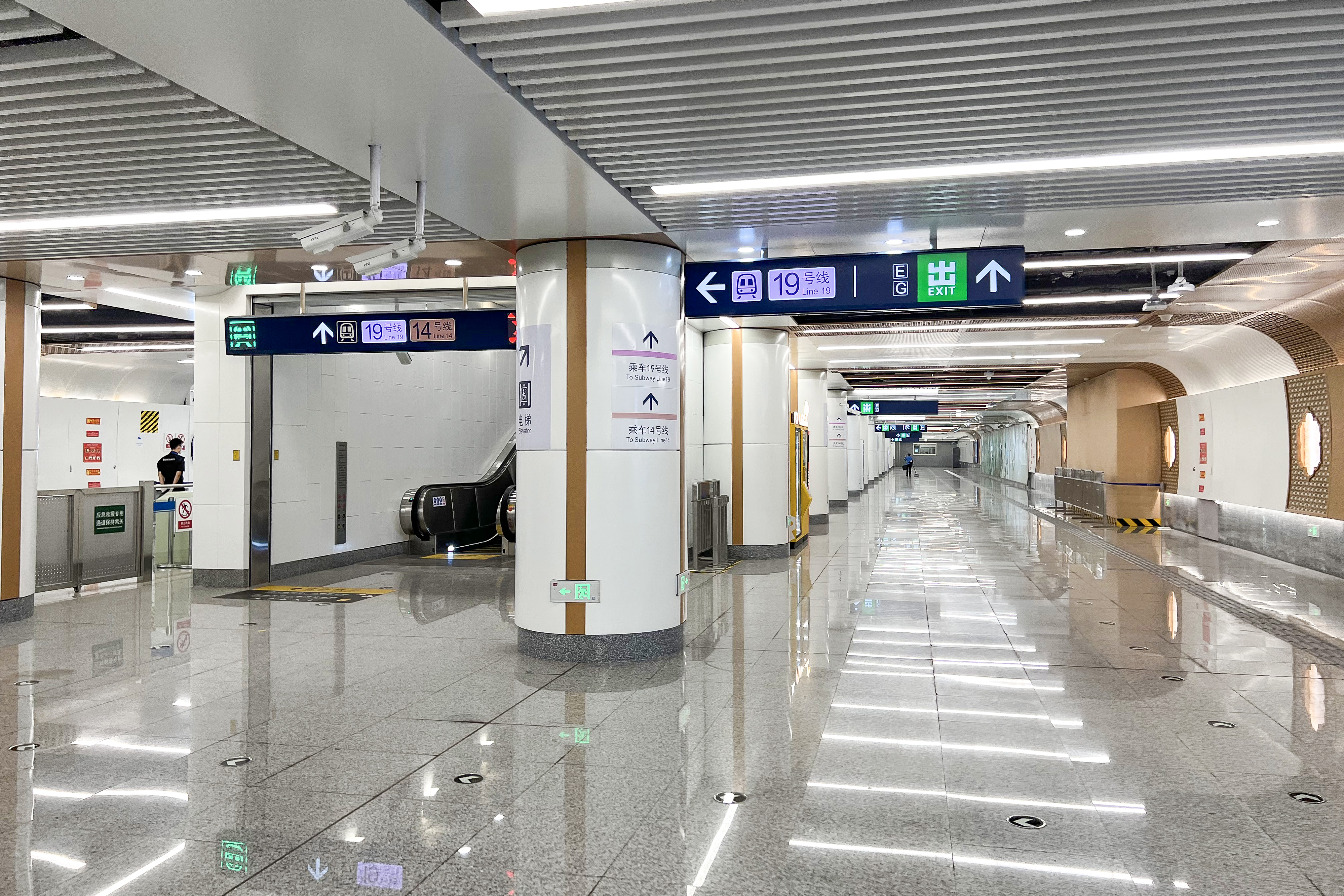
19号線改札階
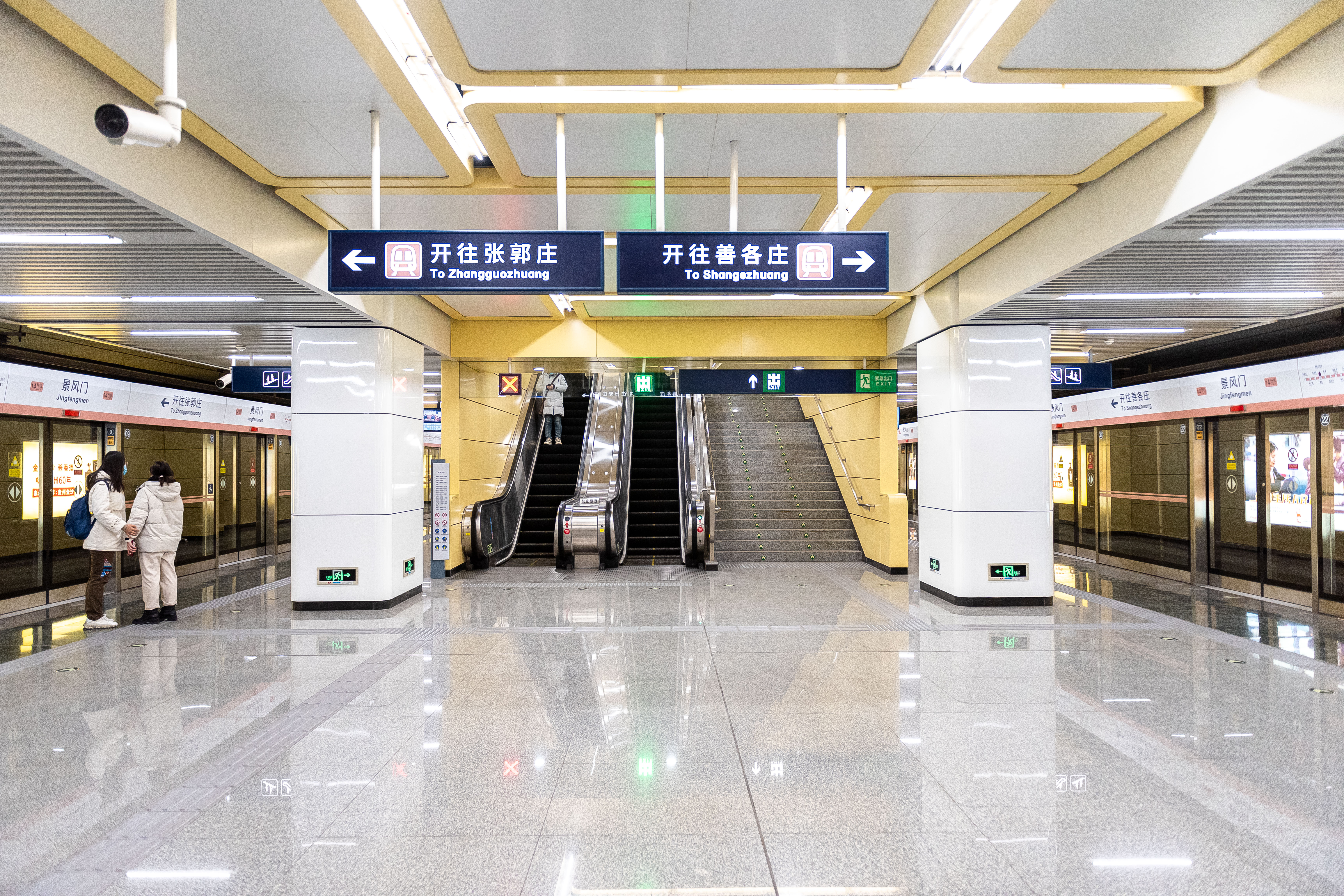
14号線ホーム
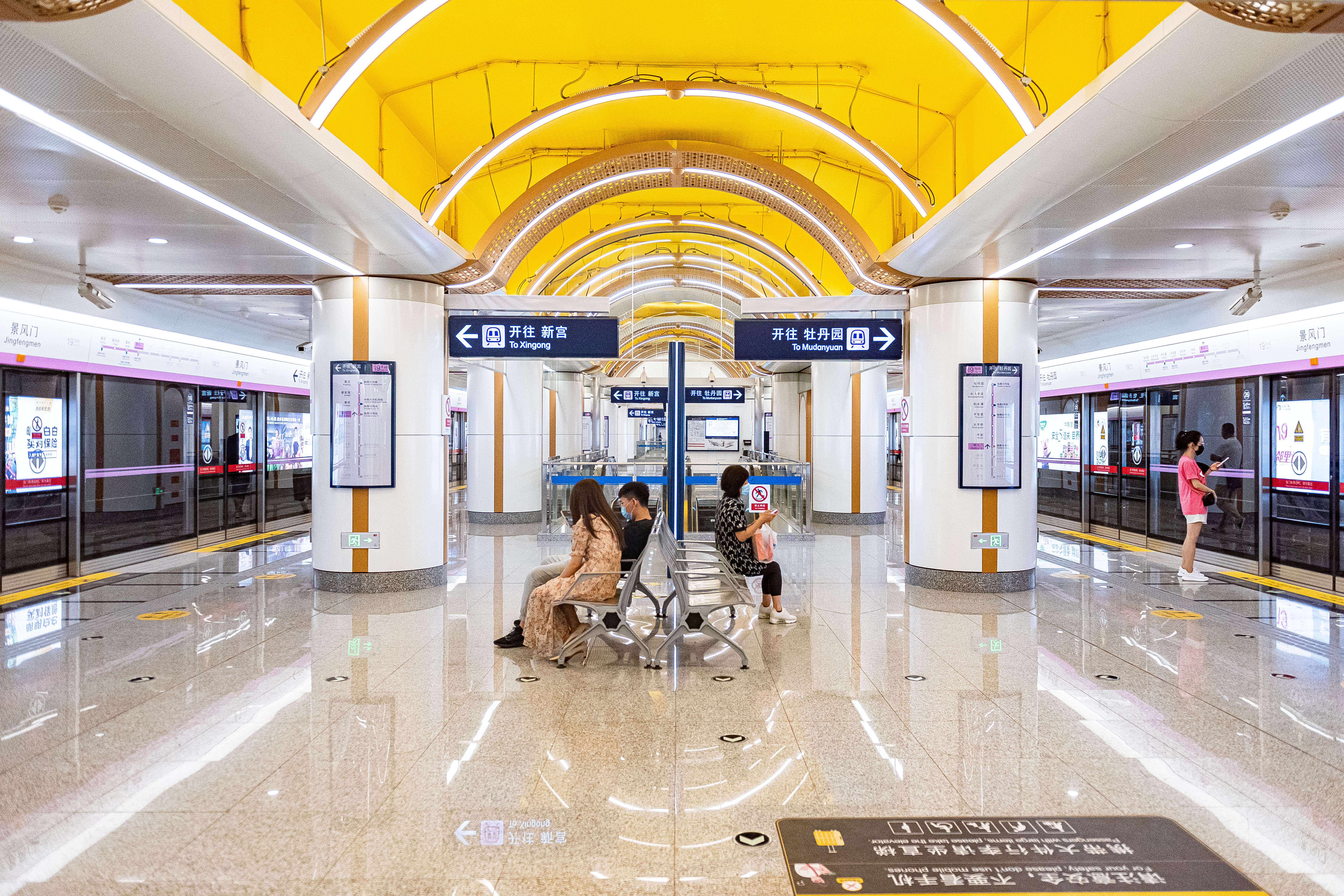
19号線ホーム

### のりば
| 番線                    | 路線     | 行先                   |
| ----------------------- | -------- | ---------------------- |
| 19号線ホーム（地下2階） |          |                        |
| 北方面                  | ■ 19号線 | 牡丹園方面             |
| 南方面                  | ■ 19号線 | 新宮方面               |
| 14号線ホーム（地下3階） |          |                        |
| 西方面                  | ■ 14号線 | 麗沢商務区・張郭荘方面 |
| 東・北方面              | ■ 14号線 | 北京南駅・善各荘方面   |

## 駅周辺
- 開陽里
- 玉林東里

## 隣の駅
北京地下鉄
■ 14号線
西鉄営駅 - 景風門駅 - 北京南駅
■ 19号線
牛街駅 - 景風門駅 - 草橋駅